# Adissan
Adissan (okzitanisch: Adiçan) ist ein Ort und eine südfranzösische Gemeinde mit 1.347 Einwohnern (Stand: 1. Januar 2022) im Département Hérault in der Region Okzitanien. Sie gehört zum Arrondissement Béziers und zum Kanton Mèze. Die Einwohner werden Adissanais genannt.

## Lage
Adissan liegt etwa 24 Kilometer nordöstlich von Béziers und etwa 37 Kilometer westsüdwestlich von Montpellier am Hérault. Umgeben wird Adissan von den Nachbargemeinden Aspiran im Norden, Paulhan im Osten, Nizas im Süden sowie Fontès im Westen.

## Bevölkerungsentwicklung
| Jahr                       | 1962 | 1968 | 1975 | 1982 | 1990 | 1999 | 2006 | 2017 |
| Einwohner                  | 755  | 733  | 700  | 720  | 706  | 736  | 874  | 1212 |
| Quellen: Cassini und INSEE |      |      |      |      |      |      |      |      |

## Sehenswürdigkeiten
- Kirche Saint-Adrien, erstmals 1175 erwähnt

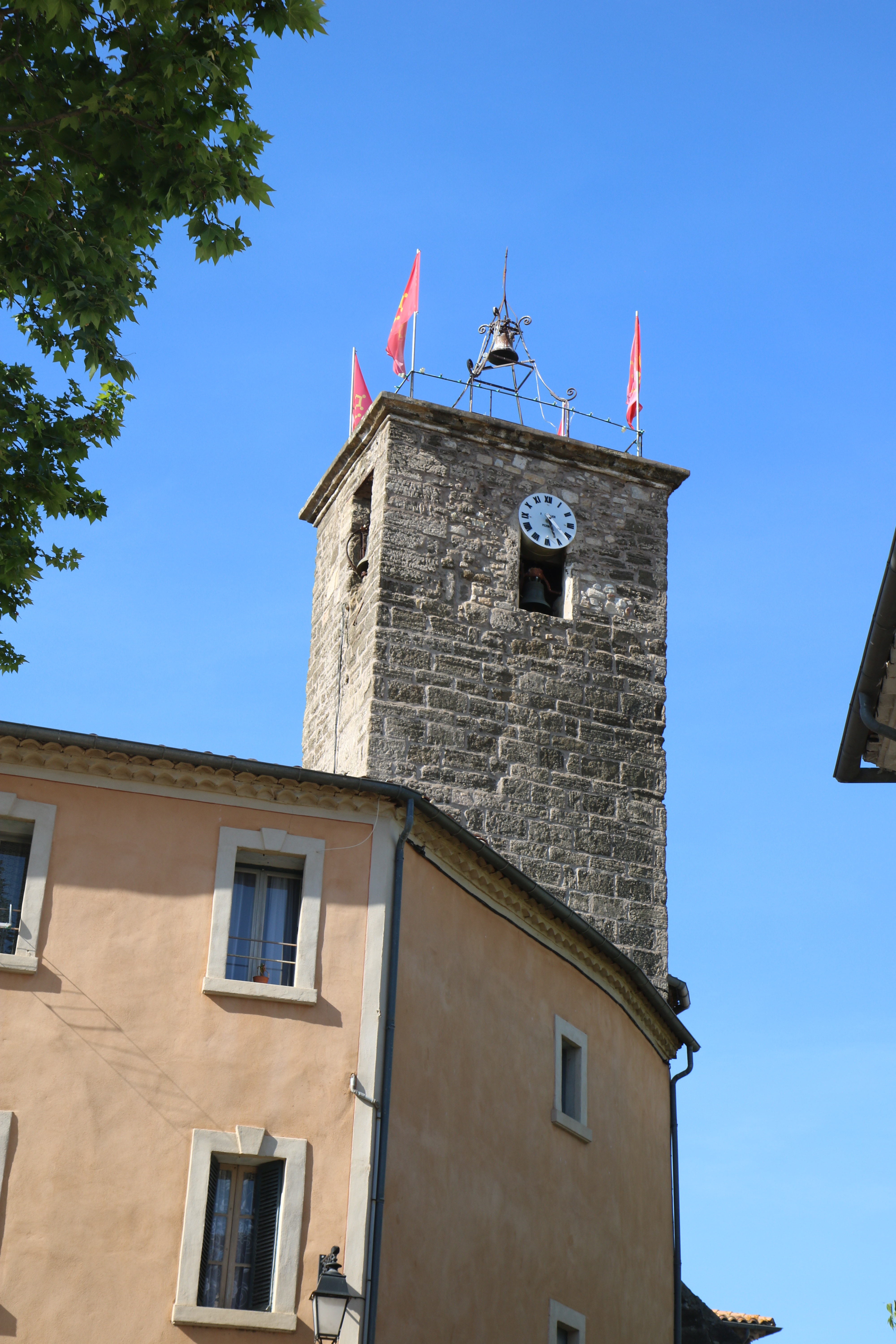
Turm der Kirche Saint-Adrien

## Gemeindepartnerschaft
Mit der spanischen Gemeinde Lorca (Region und Provinz Murcia) besteht seit 2016 eine Partnerschaft.